# Hydaticus dintelmanni
Hydaticus dintelmanni är en skalbaggsart som beskrevs av Balke, Hendrich, Sagata och Wewalka 2005. Hydaticus dintelmanni ingår i släktet Hydaticus och familjen dykare. Inga underarter finns listade i Catalogue of Life.